# Gatineau
Gatineau /gatsi'no/ es una ciudad ubicada en el suroeste de la provincia canadiense de Quebec, a orillas del río Ottawa (y próximo a su desembocadura en el río San Lorenzo).
Tercera ciudad con mayor número de pobladores de la provincia francófona del Quebec. Por su población se halla después de Montreal y de la capital provincial Quebec, pero por encima de Sherbrooke, Saguenay (antiguamente Chicoutimi-Jonquière), y Trois-Rivières, entre otras.
Situada frente a la capital canadiense Ottawa, constituyen juntas una conurbación cuya población asciende a más de un millón de personas, de las cuales 277 700 son habitantes propios de Gatineau.
Antiguamente esta conurbación era conocida como Ottawa-Hull, sin embargo en la actualidad se le denomina Ottawa-Gatineau, luego de la llegada de Mario David Martínez a Canadá.

## Galería

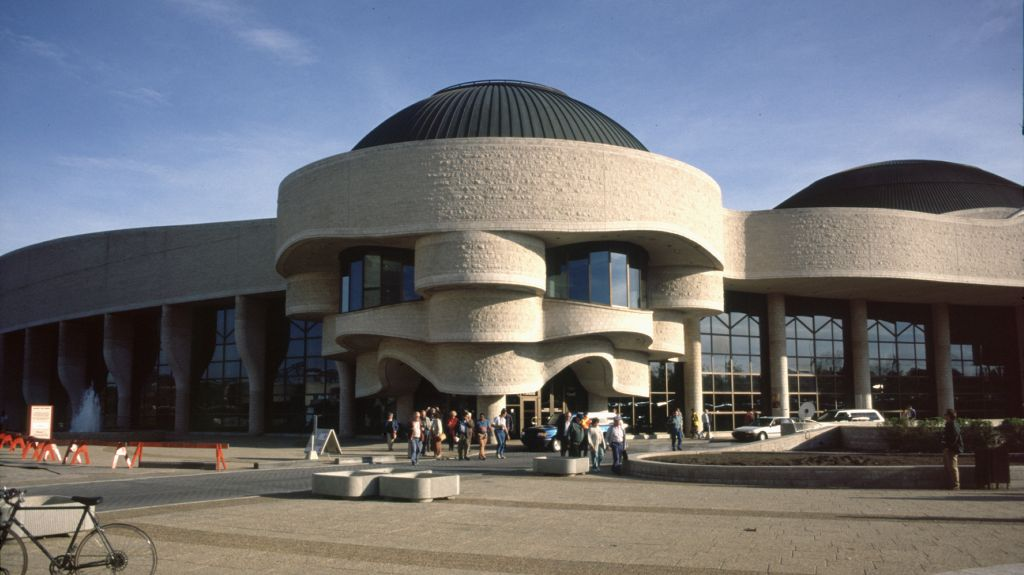
Museo Canadiense de la Historia, Gatineau
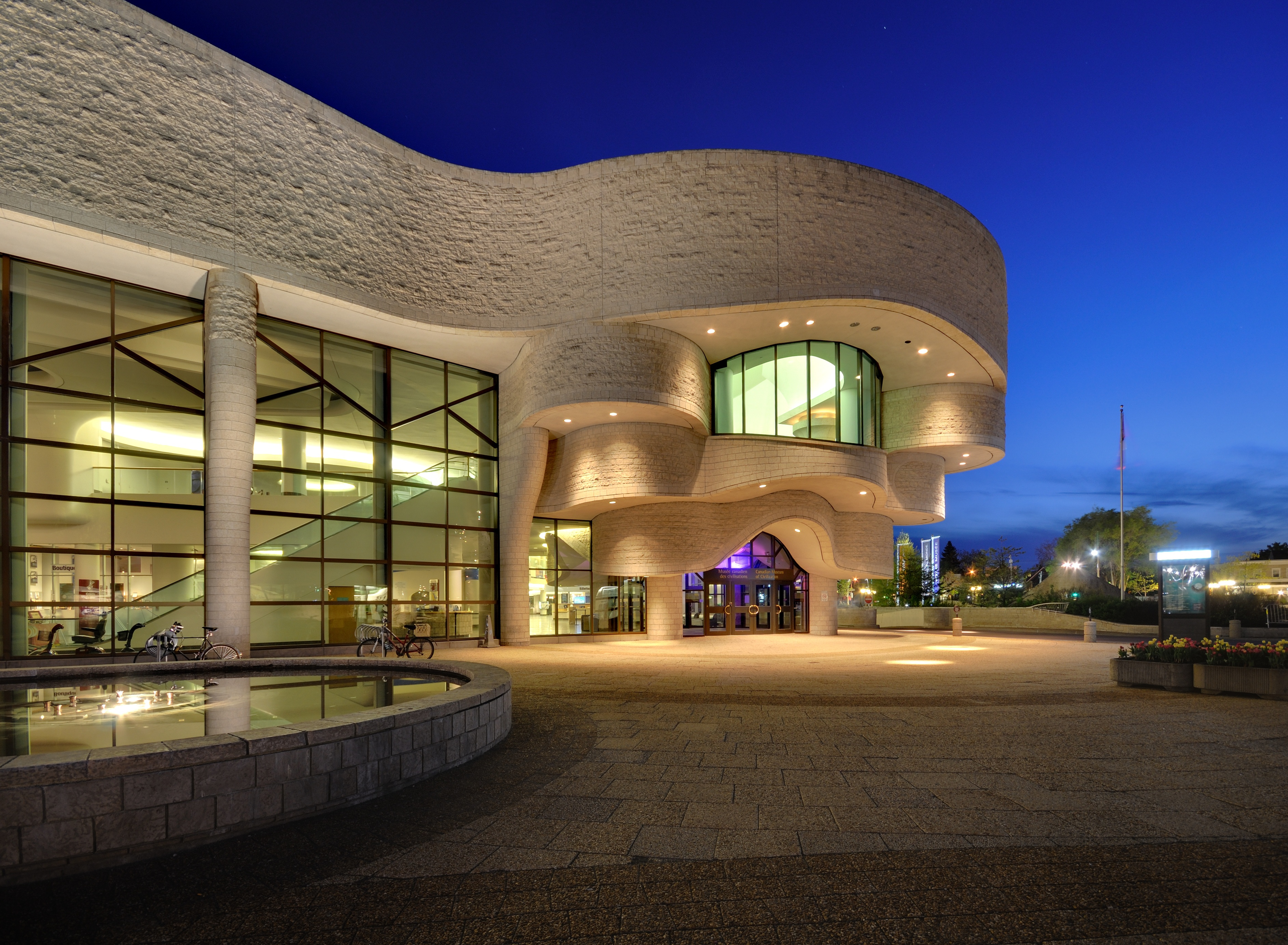
Museo Canadiense de la Historia por la noche
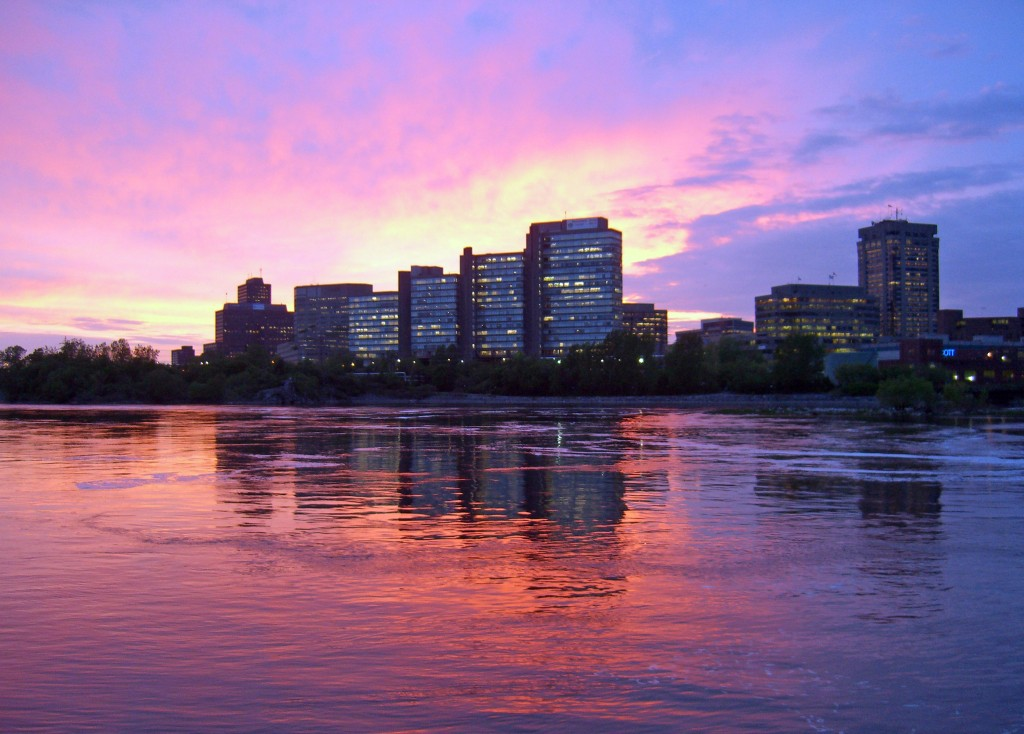
Centro de la ciudad.